# John Sturges
Pour les articles homonymes, voir Sturges.
John Sturges est un réalisateur et producteur américain, né le 3 janvier 1910 à Oak Park (Illinois) et mort le 18 août 1992 à San Luis Obispo (Californie). Actif durant les années 1950 à 1970, il a réalisé de nombreux westerns — dont Règlements de comptes à O.K. Corral et Les Sept Mercenaires, une adaptation des Sept Samouraïs de Kurosawa — et a obtenu une nomination pour l’Oscar du meilleur réalisateur avec le film Un homme est passé.

## Biographie
John Eliot Sturges naît en 1910 à Oak Park dans l’Illinois.
Au début des années 1930, il entre à la RKO où il travaille sur les décors et la post-production de divers films, en tant que monteur. Il devient par la suite assistant de David O. Selznick avant d'être mobilisé par l'Armée de l'Air pendant la Seconde Guerre mondiale. Il revient ensuite comme assistant réalisateur à la Columbia.  En 1948, il réalise  Le Signe du Bélier, un drame psychologique mettant en vedette Susan Peters.  L'année suivante, il signe Les Aventuriers du désert, son premier western.  Genre dont il deviendra rapidement un habitué.
Il fait tourner les grandes vedettes de l'époque : Barbara Stanwyck, Spencer Tracy ou Robert Taylor.  Son premier succès arrive en 1953 avec Fort Bravo, un western mettant en vedette William Holden et se déroulant pendant la guerre de sécession.
En 1955, il présente un de ses films les plus connus, Un homme est passé. Le film, mélange de suspense et de parabole sociale, lui vaut sa seule nomination à l'Oscar du meilleur réalisateur et permet à sa vedette, Spencer Tracy, de récolter le prix de l'interprétation masculine au festival de Cannes. C'est en 1957 qu'il accède à la gloire internationale avec un western resté célèbre : Règlements de comptes à O.K. Corral, nouvelle version de l'histoire de Wyatt Earp (interprété par Burt Lancaster) et de Doc Holliday (joué par Kirk Douglas).
Après un autre western, Le Trésor du pendu, il change de registre et dirige une adaptation du roman Le Vieil Homme et la mer d'Ernest Hemingway. Le film devait initialement être réalisé par Fred Zinnemann et Spencer Tracy y tient à nouveau le rôle principal. L'œuvre reçoit un accueil tiède. Sturges revient alors à son genre de prédilection, le western, et retrouve Kirk Douglas, cette fois-ci au côté d'Anthony Quinn, dans Le Dernier Train de Gun Hill.
En 1960, il connaît à nouveau un grand succès, inattendu, avec Les Sept Mercenaires, transposition dans le Far West du film d'Akira Kurosawa les sept samouraïs sorti en 1954. Là encore il met en scène des « gueules » du cinéma américain, comme Charles Bronson ou James Coburn, et des vedettes : Yul Brynner et Steve McQueen. Sturges retrouve McQueen, Coburn et Bronson en 1963 pour un autre triomphe international : La Grande Évasion (The Great Escape).  Le long-métrage est inspiré par une histoire vraie : l'évasion de 76 prisonniers d'un camp allemand pendant la Seconde Guerre mondiale.
Il tourne en 1967 une suite de Règlements de comptes à O.K. Corral, qui s'intitule Sept Secondes en enfer, avec Jason Robards (Doc Holliday) et James Garner (Wyatt Earp), et deux ans plus tard met en scène Gregory Peck dans Les Naufragés de l'espace.
Durant les années 1970, il dirige Clint Eastwood dans Joe Kidd, film scénarisé par Elmore Leonard, et retrouve Charles Bronson pour la cinquième et dernière fois dans ce qui sera son ultime western : Chino, produit par Dino de Laurentiis. Puis, pour la première et unique fois de sa carrière, il travaille avec John Wayne. La seule collaboration entre les deux hommes ne sera pas un western mais un polar urbain : Un silencieux au bout du canon.
Le dernier film de Sturges, L'aigle s'est envolé, date de 1976 et raconte l'improbable mission d'un commando allemand pendant la guerre, celle d'enlever le Premier ministre Churchill.  Inspiré d'un livre à succès de Jack Higgins, le film met en vedette Michael Caine, Donald Sutherland et Anthony Quayle.
Il meurt plusieurs années plus tard, le 18 août 1992, à l'âge de 82 ans, à San Luis Obispo en Californie.

## Filmographie partielle
- 1946 : The Man Who Dared (en)
- 1947 : Keeper of the Bees (en)
- 1948 : Le Signe du Bélier (The Sign of the Ram)
- 1949 : Les Aventuriers du désert (The walking hills)
- 1950 : La Capture (The capture)
- 1950 : Le Mystère de la plage perdue (Mystery Street)
- 1950 : Tourment (Right Cross)
- 1950 : The Magnificent Yankee
- 1951 : Femme en péril (Kind Lady)
- 1951 : Le peuple accuse O'Hara (The people against O'Hara)
- 1951 : It's a Big Country
- 1952 : La Jeune Fille en blanc (The Girl in White)
- 1953 : Fort Bravo (Escape from Fort Bravo)
- 1953 : La Plage déserte (Jeopardy)
- 1954 : Un homme est passé (Bad Day at Black Rock)
- 1955 : Duel d'espions (The Scarlet Coat)
- 1955 : La Vénus des mers chaudes (Underwater !)
- 1956 : Coup de fouet en retour (Backlash)
- 1957 : Règlements de comptes à O.K. Corral (Gunfight at the O.K. Corral)
- 1958 : Le Trésor du pendu (The Law and Jack Wade)
- 1958 : Le Vieil Homme et la mer (The Old Man and the Sea)
- 1959 : La Proie des Vautours (Never so few)
- 1958 : Le Dernier Train de Gun Hill (Last Train From Gun Hill)
- 1960 : Les Sept Mercenaires (The Magnificent Seven), également producteur
- 1961 : Par l'amour possédé (By love Possessed)
- 1962 : Citoyen de nulle part (A girl named Tamiko)
- 1962 : Les Trois Sergents (Sergeants 3)
- 1963 : La Grande Évasion (The Great Escape), également producteur
- 1965 : Station 3 : Ultra Secret (The Satan bug)
- 1965 : Sur la piste de la grande caravane (The Hallelujah Trail), également producteur
- 1967 : Sept Secondes en enfer (Hour of the Gun), également producteur
- 1968 : Destination Zebra, station polaire (Ice Station Zebra)
- 1969 : Les Naufragés de l'espace (Marooned)
- 1972 : Joe Kidd
- 1973 : Chino (Valdez, il mezzosangue)
- 1974 : Un silencieux au bout du canon (McQ)
- 1976 : L'aigle s'est envolé (The Eagle Has Landed)